# Saarpfalz-Jahrbuch
Das Saarpfalz-Jahrbuch ist eine jährlich erscheinende Sammlung regionalgeschichtlicher und landeskundlicher Aufsätze, die sich vornehmlich mit den regionalen Eigenheiten des Saarpfalz-Kreises und den unmittelbar angrenzenden Gegenden befasst. Das Spektrum der Themen, die in dem üblicherweise der mehr als 200 Seiten umfassenden Kompendium Aufnahme finden, reicht von der lokalen und regionalen Geschichte über Natur, Landschaft und Umwelt sowie Kunst und Kultur bis hin zu Mundart, Literatur und nicht zuletzt persönlichen Erinnerungen.

## Geschichte
Die Veröffentlichung, die vom Saarpfalz-Kreis mit Sitz in Homburg / Saarland herausgegeben wird, erschien erstmals 2005 als „Saarpfalz-Kalender“. Druck und Vertrieb besorgte bis 2008 die Görres-Druckerei in Koblenz. Nach deren Insolvenz wurde die Ausgabe für das Jahr 2009 in Eigenregie der saarpfälzischen Kreisverwaltung produziert. 2010 übernahm die Westpfälzische Verlagsdruckerei (WVD) in St. Ingbert die Herstellung des nunmehr in „Saarpfalz-Jahrbuch“ umbenannten Periodikums. Seit 2014 zeichnet die Ottweiler Druckerei und Verlag GmbH für Druck und Vertrieb verantwortlich.
Seit Beginn der Reihe 2005 ist Martin Baus M.A. für die redaktionelle Betreuung des Saarpfalz-Jahrbuchs verantwortlich. Ihm obliegen die Ansprache und Betreuung von potenziellen Autoren, die Bearbeitung der Beiträge und die Illustration. Die Publikation erschien bisher in unterschiedlichen Auflagen von bis zu 6000 Exemplaren. Einige Ausgaben sind inzwischen komplett vergriffen.
Die Gestaltung des Saarpfalz-Jahrbuch umfasst reichhaltige Illustrationen, wobei die Akzente auf regionaltypische, wiedererkennbare, aber aus ungewohnten Perspektiven aufgenommene Motive gesetzt werden. Alte Bausubstanz, Bau- und Kleindenkmäler sowie die Beziehungen zwischen den saarpfälzischen Ortschaften und den sie umgebenden Landschaften sind Schwerpunkte. Abhängig vom Thema finden auch historische Ansichten (Fotos, Gemälde, Lithographien, Karten u. ä.) Verwendung.
Es wird Wert daraufgelegt, in Text und Bild alle sieben Kommunen des Kreises zu berücksichtigen; auf dem Titel alternieren diese Städte und Gemeinde im entsprechend siebenjährigen Rhythmus. Auch bei der Illustration des Kalendariums mit „Monatstafeln“ wird auf adäquate Handhabung geachtet. Über 100 Autoren, darunter Benno Boßlet, Edith Braun, Günther Gensheimer, Doris Grieben, Arno Hübler, Heinrich Kraus, Gerd Meiser, Karl-Heinz Schauder, Anne Scheyer, Hans E. Schwender, Ilse Siebenpfeiffer-Märker oder Walter Weber haben bisher Beiträge zum „Saarpfalz-Jahrbuch“ beigesteuert. Das Jahrbuch wird in einer Reihe von wissenschaftlichen Bibliotheken gesammelt.
Regionale Unternehmen leisten mit Inseraten einen Anteil an der Finanzierung der Publikation, wobei der Anzeigenanteil stets weniger als zehn Prozent des Gesamtumfangs beträgt. Das Saarpfalz-Jahrbuch wird über den Buch- und Schreibwarenhandel vertrieben.